# Therapeutischer Religionsunterricht
Der Therapeutische Religionsunterricht (TRU) stellt eine Konzeption von Religionsunterricht dar, die 1971 entwickelt wurde, nachdem das didaktische Prinzip der Problemorientierung ab Ende der 1960er Jahre die evangelische Religionspädagogik in Deutschland zu erneuern begonnen hatte, die bis dahin von der Konzeption der „Evangelischen Unterweisung“ beherrscht war. Neben dem Prinzip der Problemorientierung verdankt sich die Konzeption des TRU wichtigen Einsichten der Psychoanalyse, die im TRU sowohl für die Gesellschaftskritik als auch für die Schulkritik fruchtbar gemacht werden.

## Entstehung
Der Begriff „Therapeutischer Religionsunterricht“ (TRU) wurde ab 1969 von Dieter Stoodt, Professor für Religionspädagogik in Frankfurt am Main, ins Gespräch gebracht. Es ging ihm dabei um „die Aufarbeitung von Sozialisationsprozessen“ durch „Stabilisierung der beschädigten Menschen“, deren erhöhte „Sachkompetenz“ und verstärkte „Selbstbestimmung“ Eine konkrete Konzeption entwickelte Stoodt freilich nicht. Eine solche wurde im Juli 1971 vorgelegt von einem 12-köpfigen religionspädagogischen Vikars-Studienkurs der Ev. Landeskirche in Württemberg in Stuttgart. Dieser veröffentlichte nach dreimonatiger Arbeit zusammen mit dem Kursleiter Leonhardt Bohn und dem Kursassistenten Friedrich Gehring in einem Sonderheft der Stuttgarter religionspädagogischen Zeitschrift „entwurf“ Grundlagen des TRU mit unterrichtspraktischen Beispielen unter dem Titel „zur diskussion“. Die wesentlichen Impulse stammten von Leonhardt Bohn, Realschullehrer mit Ausbildung in Psychagogik und Studienleiter am Pädagogisch-Theologischen Zentrum der Ev. Landeskirche in Württemberg. Der Kursassistent Friedrich Gehring, württembergischer Vikar, stellte an verschiedenen Orten in Baden-Württemberg die Konzeption durch Lehrproben praktisch vor, u. a. in der Abteilung des hochschulinternen Fernsehens an der Pädagogischen Hochschule Heidelberg unter der Leitung von Professor Ernst Meyer, wo auch weitere Unterrichtsstunden von Kursteilnehmern auf Videobändern aufgezeichnet wurden.

## Konzeption

### Diagnose
Die Konzeption des TRU geht davon aus, dass die Konflikte in der Schule sich im Religionsunterricht zuspitzen und das Elend der Schule ein Abbild des Elends der Gesellschaft darstellt. Im rasanten wirtschaftlichen Wiederaufbau nach dem Zweiten Weltkrieg wurde der Wunsch nach Selbstentfaltung bei den Herrschenden wie den Beherrschten aus Anpassung an Leistungsdruck und Gewinnstreben verdrängt, woraus eine allgemein verbreitete Ich-Schwäche entstand, die von kirchlicher Seite gefördert wurde durch die Predigt unkritischen Gehorsams. Diese gesellschaftlichen Rahmenbedingungen führen regelmäßig dazu, dass die Schüler schon von der frühen Kindheit an wesentliche Triebbedürfnisse aufgrund der repressiven und missbräuchlichen Erziehung verdrängen mussten. Die Probleme und Konflikte der Kinder und Jugendlichen sind deshalb vielfach in das Unbewusste verdrängt und werden so von der in der Schule üblichen kognitiven Arbeit nicht erreicht bzw. bei direktem Ansprechen abgewehrt aufgrund derselben Ängste und Bedrohungen, die im Erziehungsprozess die Verdrängung nahegelegt haben.

### Die schulische therapeutische Methode
Um die verdrängten Probleme und Konflikte zur Sprache zu bringen, müssen diese medial angeboten werden: Durch Erzählungen, Bilder oder Rollenspiele werden die durch Verdrängung ins Unbewusste verschobenen Probleme so angegangen, dass die Kinder und Jugendlichen über diese sprechen können, ohne über sich selbst sprechen zu müssen, also in der Anonymität eines schützenden Inkognito sich äußern können. So kann z. B. im Gespräch über einen Blinden, der seinen Hund schlug, indirekt Empörung entwickelt werden, auch im Blick auf eigene Verletzungen und Demütigungen. Die Medien sind dann besonders geeignet, wenn sie verschiedene Möglichkeiten zur Identifikation anbieten, damit sich die Schüler möglichst alle wiederfinden können; es sollten aber neben angepassten auch immer unangepasste Verhaltensweisen auftauchen, damit Tabus sprachlich durchbrechbar werden.
Die Lehrpersonen müssen auf Wertungen verzichten und einen möglichst herrschaftsfreien Raum schaffen. Sie bleiben für die Schüler einerseits Repräsentanten der schulischen Anpassungsforderungen, entziehen sich jedoch dem typischen Lehrerverhalten und werden so zum Rätsel für die Klassen. Aber nur durch den Verzicht auf die repressive Lehrerrolle kann Heilung, d. h. Ich-Stärkung, geschehen.

## Reaktionen
Abgesehen von der einigermaßen wohlwollenden Stellungnahme von Hartwig Weber kamen aus Kirche und pädagogischer Wissenschaft mehr oder weniger heftige ablehnende Reaktionen. Der Ev. Oberkirchenrat in Stuttgart verweigerte den ansonsten für die Zeitschrift „entwurf“ üblichen Druckkostenbeitrag. Der Einfluss von Studienleiter Bohn auf die Vikarsausbildung wurde durch eine erhebliche Verkürzung der Kurszeit reduziert. Bohn ging zurück in den Realschuldienst, wo er bald die Konzeption nicht mehr praktizierte, wie die meisten der Kursteilnehmer. Kursassistent Gehring wurde von seinem Assistentenposten entbunden und an eine „Sonderschule für Verhaltensgestörte“ (heute „Sonderschule für Erziehungshilfe“) versetzt, wo er keinen Religionsunterricht mehr halten durfte.

## Weitere Entwicklung
Stoodt definierte in den folgenden Jahren das Therapeutische seiner Vorstellung von Religionsunterricht im Sinne eines „sozialisationsbegleitenden RU mit seelsorgerlichem Akzent“. Als zentrales Ziel nannte er, die Schüler sollten „ein produktives Konflikt- und Problemlösungsverhalten entwickeln“. Damit vermied er die schroffe Schul- und Gesellschaftskritik und die entsprechenden heftigen Konflikte mit den Vertretern des bisherigen Schulsystems, die für die Stuttgarter Konzeption typisch waren. Bezeichnend ist seine Unterrichtseinheit für eine 9. Hauptschulklasse mit dem Titel: „Disziplin/Selbstdisziplin“, die Hauptschüler beim Übergang in das Berufsleben sozialisationsbegleitend unterstützen will, indem z. B. die Frage bearbeitet wird, ob Hauptschüler Jungarbeiter werden oder eine Ausbildung anstreben sollen.
Gehring konnte nach der zeitweiligen Versetzung an die Sonderschule als Religionslehrer und Gemeindepfarrer bzw. Pfarrer für Religionsunterricht im Sinne der Stuttgarter Konzeption weiterarbeiten. Er veröffentlichte beispielhaft konkret gehaltenen Unterricht, zwei Schuljahre in einer Klasse 5/6 des Gymnasiums und ein Schuljahr in einer Berufsschulklasse im 1. Lehrjahr und Unterricht zur Prävention und Therapie von sexuellem Missbrauch, sowie Unterrichtsentwürfe zur Friedensethik und zur Sicherheitspolitik im Landesbildungsserver Baden-Württemberg. Kennzeichnend für seine Praxis blieb die Methode, durch mediale Verschlüsselung individuell und gesellschaftlich Verdrängtes bewusst und bearbeitbar zu machen. Besondere Beachtung erfährt dabei unter anderem die pädagogische Zielsetzung, eine Persönlichkeitsentwicklung zu initiieren, die von der Identifikation mit dem Aggressor zur Identifikation mit den Opfern führt, wodurch die zentrale christliche Kompetenz der Fähigkeit zur Empathie und Barmherzigkeit entwickelt wird. Insofern ist diese Konzeption in der gegenwärtigen pädagogischen Diskussion ein Beitrag zu kompetenzorientierter Unterrichtsplanung in einem Religionsunterricht, der nicht nur intellektuelle, sondern auch personale christliche Kompetenzen vermittelt in langfristig angelegten Lernprozessen.